# Realidade simulada
Realidade simulada é a proposição de que a realidade poderia ser simulada – talvez por modelagem computacional – a uma qualidade indistinguível da realidade “verdadeira”. Ela poderia conter mentes conscientes que poderiam ou não saber que estão vivendo dentro de uma simulação. Na sua forma mais intensa, a “hipótese da simulação” (simulation hypothesis) ou "simulismo" (simulism) alega que é provável que estejamos vivendo tal simulação.
É diferente do conceito corrente e tecnologicamente atingível de realidade virtual. Realidade virtual é facilmente distinguível da experiência da realidade “verdadeira” – participantes nunca tem dúvida sobre em qual realidade estão. Em contraste, seria difícil ou mesmo impossível definir quando se está dentro de uma realidade simulada.
A ideia de realidade simulada levanta uma série de questões:
- É possível, mesmo em princípio, dizer se estamos ou não em uma realidade simulada?
- Há alguma diferença entre uma realidade simulada e uma “realidade real”?
- Como deveríamos nos comportar se descobríssemos que estamos dentro de uma simulação?

Os cientistas que estudam essa possibilidade afirmam que coisas simples da vida, como um dejà-vu (précognição) por exemplo, poderiam ser sinais de uma provável realidade simulada existente. Apesar de não haver prova concreta, acredita-se que sensações como o dejà-vu seriam falhas no sistema que controla essa situação de simulismo, permitindo que as mentes tivessem plena consciência de fatos antes de seu ocorrido. Deve se levar em conta a percepção humana de que o tempo "corre para frente", ou seja, o déjà-vu seria fisicamente impossível, já que não há como ter uma sensação de já ter visto algo, se ainda não aconteceu.
As falhas desse sistema nos permite portanto antever situações que ainda não ocorreram, já que são apenas simulação e já estão pré-programadas dentro da mente inconsciente. Esses exemplos entre outros provariam que o que entendemos por realidade possa de alguma forma estar correlacionada a ideia de simulação.
Entretanto, vê-se num paradigma, já que a mente humana, apesar de inconsciente, já conseguiu chegar a esse tipo de conclusão sobre o sistema que, hipoteticamente, nos manteria inconscientes. Seríamos portanto conscientes de nossa inconsciência, o que é algo a se pensar nesse sentido.
O cinema retrata está realidade, no filme Matrix, mostrando uma sociedade em estado vegetativo, vivendo uma simulação de suas vidas, representando na ficção, o controle das máquinas sobre o ser humano. Podendo se fazer uma correlação com a dependência cada vez maior da Internet, onde nossa vida física e relações sociais são cada vez mais virtuais. No futuro talvez nos leve para uma completa simulação da nossa realidade, onde seremos incapazes de distinguir quem somos, e seremos realmente virtuais.

## Novo Estudo em Oxford
Segundo um novo estudo realizado pela universidade de Oxford, um universo simulado seria impossível. Isso porque para conseguir memória em um computador para simular um universo inteiro seria necessário um número absurdamente gigantesco de átomos – maior, em número, que o total de átomos estimado em todo o universo. Ou seja, nem todos os átomos no universo seria suficiente.